# NPC1
La protéine NPC1 est codée chez l'homme par le gène NPC1 situé sur le chromosome 18.

## Fonction
Une mutation de ce gène provoque la maladie de Niemann-Pick type C, un désordre rare du stockage lipidique neuroviscéral dû à la perte de fonctionnalité de la protéine NPC1 ou de la protéine NPC2 transmis sur un mode autosomique récessif. Le transport lipidique intracellulaire est interrompu, conduisant à l'accumulation de cholestérol et de sphingolipides dans les endosomes et les lysosomes. 95 % environ des patients atteints de cette maladie présentent une mutation du gène NPC1.
On pense que ce gène code une protéine membranaire intégrale dont la séquence est compatible avec la fonction de transport du cholestérol au-delà du lysosome.

## Implications physiologiques

### Obésité
De fortes corrélations entre les mutations du gène NPC1 et l'obésité ont été mises en évidence. Une étude pangénomique a identifié des mutations de ce gène comme facteur de risque, tandis que des études antérieures avaient montré que ce gène joue un rôle dans le contrôle de l'appétit chez les souris.

### Virus de l'immunodéficience humaine
Le métabolisme du cholestérol joue un rôle important à plusieurs étapes du cycle infection du VIH-1. La fusion, l'entrée, l'assemblage et le bourgeonnement du VIH-1 se déroulent au niveau de régions membranaires riches en cholestérol appelées radeaux lipidiques. Il a été montré que la protéine Nef induit l'expression de plusieurs gènes impliqués dans la production et l'homéostasie du cholestérol. Le transport intracellulaire du cholestérol contrôlé par la protéine NPC1 est nécessaire à la production efficace de virions de VIH-1,.

### Virus Ebola et autres filovirus
La protéine NPC1 semble par ailleurs être indispensable à l'entrée du virus Ebola et du virus Marburg dans la cellule hôte. Plusieurs études indépendantes ont mis en évidence que ces virus pénètrent dans les cellules humaines après s'être liés à la protéine NPC1,. La protéine NPC1 semble être indispensable à l'entrée des filovirus dans les cellules humaines en se liant directement à la glycoprotéine GP de leur enveloppe virale, le blocage de cette interaction bloquant la pénétration du virus dans la cellule. Une étude ultérieure a confirmé ce résultat et établi également que ce le deuxième domaine lysosomal de la protéine NPC1 intervient dans la liaison de cette protéine à la glycoprotéine virale.